# Эмметт, Белинда
Бели́нда Джейн Э́мметт (англ. Belinda Jane Emmett; 12 апреля 1974, Госфорд, Новый Южный Уэльс, Австралия — 11 ноября 2006, Сидней, Новый Южный Уэльс, Австралия) — австралийская актриса, певица и радиоведущая.

## Биография

### Ранние годы
Белинда Джейн Эмметт родилась 12 апреля 1974 года в Госфорд (штат Новый Южный Уэльс, Австралия) в семье Майкла и Лорейн Эмметт. Выросла Белинда в Умина-Бич.

### Карьера
В начале карьеры она работала на радиостанции Coast Rock FM, в то же время девушка являлась солисткой группы «Big Baby Jam».
В 1998 году Белинда выпустила кавер-версию на песню Майкла Джексона (1958—2009) «Off the Wall». Также она спела дуэтом с Марсией Хайнс, исполнив кавер-версию на песню Джеймса Тейлора «Shower the People».
В кино Белинда прославилась ролью Ребекки Фишер из сериала «Домой и в путь», за эту роль она получила номинации на премии «Logie Award» (1998, 1999) и «Gold Logie Award». В 1999 году по причине болезни актриса взяла перерыв в работе над съёмками в сериале. Её заменила Меган Конноли (1974—2001).

### Болезнь и смерть
В 1998 году у 24-летней Белинды диагностировали рак молочной железы, актриса прошла операцию по удалению опухоли, после чего на протяжении 6-ти недель она подверглась радиационной терапии.
В 2001 году на съёмках фильма «Самородок» у Белинды сильно заболела спина. Врачами были проведены тесты, в результате которых, стало ясно — рак добрался до костей актрисы.
В 2002 году в интервью для журнала Australian Women’s Weekly Белинда сказала о своей болезни, что вопроса «Да или нет?» — не ставилось, её судьба была ясна сразу, оставалось сомневаться лишь в сроках жизни. Несмотря на смертельную болезнь и её сильную прогрессивность в последние несколько лет жизни, девушка оставалась мужественной: посвящала себя карьере и семье, 29 января 2005 года она вышла замуж за Роува МакМануса.
В начале ноября 2006 года Белинда была доставлена в госпиталь Святого Винсента с чем-то похожим на инсульт. Не успев выйти из больницы, 32-летняя Белинда Эмметт скончалась 11 ноября от рака молочной железы и кости.
Соболезнования по поводу смерти Эмметт от своего имени и имени своей супруги вынес тогда ещё премьер-министр Австралии Джон Ховард. Присоединился к соболезнования лидер оппозиционных сил, Ким Бизли. Выразила соболезнования и Кайли Миноуг: «Естественно, я посылаю соболезнования её семье, и для меня, как ни для кого, страшна и прискорбна эта новость, я очень огорчена».
Белинда была похоронена 17 ноября 2006 года на кладбище близ сиднейской церкви Непорочной Девы Марии. Именно в этой церкви полутора годами ранее она обвенчалась со своим супругом.
Белинда была, в первую очередь, образцом силы воли — её борьба с раком может послужить примером для многих. Ею восхищались и восхищаются многие, но австралийцы, в особенности.